# Верелст, Симон
Симон Питерс Верелст (нидерл. Simon Pietersz Verelst; 21 сентября 1640 — между 1710 и 1721) — нидерландский художник, сын и, по-видимому, ученик художника Питера Верелста, брат художников Германа и Йогана.
Известно, что он работал в Гааге и Ворбурге (англ. Voorburg), с 1663 года входил в состав основанного его отцом гаагского общества англ. Confrerie Pictura. При Карле II в 1668 году поселился в Лондоне, где состоял под покровительством герцога Букингема и благодаря своим портретам и натюрмортам вскоре получил широкую известность, негативно отразившуюся на его психике. Он начал называть себя «богом цветов» и «царём живописи» и в итоге был помещён в сумасшедший дом, из которого вышел, по некоторым данным, лишь незадолго до своей смерти. Скончался в Лондоне, однако точная дата его смерти неизвестна. Известно, что он был учителем художника Луи Мишеля и в период жизни в Англии вместе с ним совершил путешествие в Париж.
Писал преимущественно портреты, окружённые гирляндами цветов и плодов, а также натюрморты. Работы его находились в Брауншвейгской, Мюнхенской, лондонской Хэмптон-кортской (см. Королевская коллекция) и многих других галереях.